# حوزه استحفاظی ۱۳، قسمت دوم
حوزه استحفاظی ۱۳، قسمت دوم (به لهستانی: 13 posterunek 2) یک مجموعهٔ تلویزیونی لهستانی است که در سال ۲۰۰۰ منتشر شد. این سریال، دنبالهٔ حوزه استحفاظی ۱۳ بود.

## گزیدهٔ بازیگران
- سزاری پازورا
- الکساندرا وژنیاک
- مارک پرپچکو
- آرکادیوش یاکوبیک
- آگنیشکا ودارچیک
- مارک والچفسکی
- دوروتا خوتتسکا
- مارک کالیتا
- ووادیسواف گِژیوْنا
- پشمیسواف کاچینسکی
- سواوومیر پاتسک
- رادوسواف پازورا
- یوآنا کوروفسکا
- توماش ماندس
- رافائو شیشیتسکی
- میکووای چیشلاک
- کاژیمیش ویسوتا
- یانوش بوکوفسکی
- زبیگنیف سوشنسکی
- آندژی نیمیرسکی
- ایوونا رولِـویچ
- لخ ماتسکیه‌ویچ
- توماش بورکوفسکی
- ماریان اوپانیا
- الژبیتا ژایونتسوونا
- پیوتر بوروفسکی
- ماچئی کوزووفسکی
- گِژِگوش وُنس
- پاوئو کلشچ
- اِوا وِنتسل
- لئون نیمچیک
- پیوتر ماخالیتسا
- دانیل اولبریخسکی
- امیلیان کامینسکی
- پیوتر زِلت
- وویچیخ کالاروس
- وویچیخ مالایکات
- پیوتر شِـیکا
- ماریا کِـلِـیدیش
- آگنیشکا چکاینسکا
- رافائو مور
- استانیسواف باناشوک